# Cimetière militaire Adanac
Pour les articles homonymes, voir Adanac.
Le cimetière britannique Adanac (en anglais : Adanac British Cemetery) est un cimetière militaire de la Première Guerre mondiale, situé sur le territoire de la commune de Miraumont, dans le département de la Somme, au nord-est d'Amiens.

## Localisation
Ce cimetière est situé en bordure de route, sur la D 107, à 2 km au sud du village. 

## Histoire

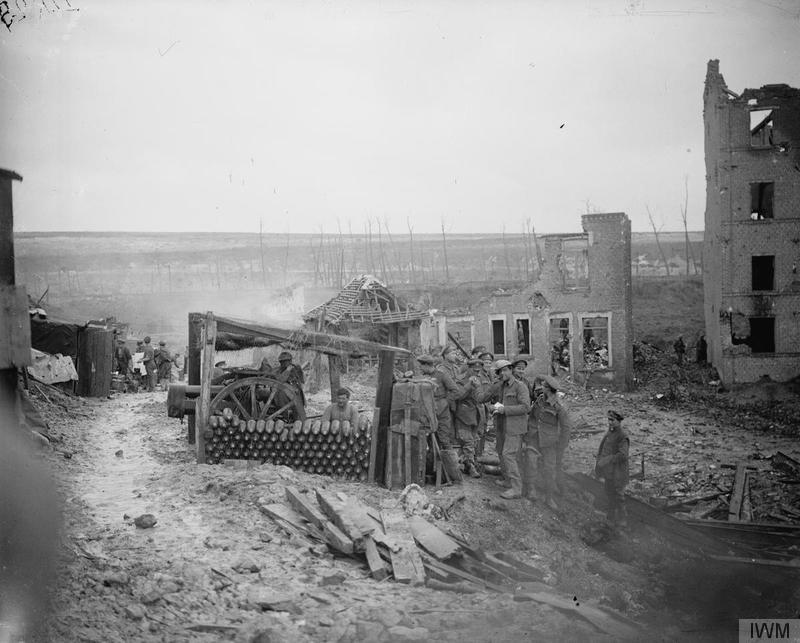
Troupes du Commonwealth dans les environs de Miraumont en 1917.

Le village de Miraumont est occupé par les troupes britanniques les 24 et 25 février 1917 à la suite du repli allemand sur la ligne Hindenburg. Le village, repris par les Allemands le 25 mars 1918, est définitivement pris la 42e division (East Lancashire) le 24 août suivant.

Le nom du cimetière « Adanac » a été formé en inversant les lettres de « Canada » pour rendre hommage aux 1078 canadiens inhumés dans ce lieu.
Le cimetière militaire a été créé après l'armistice lorsque des tombes ont été apportées des champs de bataille canadiens autour de Courcelette et de petits cimetières dans les environs de Miraumont. 
Il y a maintenant 3 187 sépultures du Commonwealth et commémorations de la Première Guerre mondiale dans ce cimetière dont 1 709 ne sont pas identifiées, mais des monuments commémoratifs spéciaux commémorent 13 victimes connues ou soupçonnées d'être enterrées parmi eux.

## Caractéristiques
Le cimetière a un plan rectangulaire de 80m sur 40. Il est clos par un muret de moellons.

Le cimetière a été conçu par Sir Herbert Baker.

## Galerie

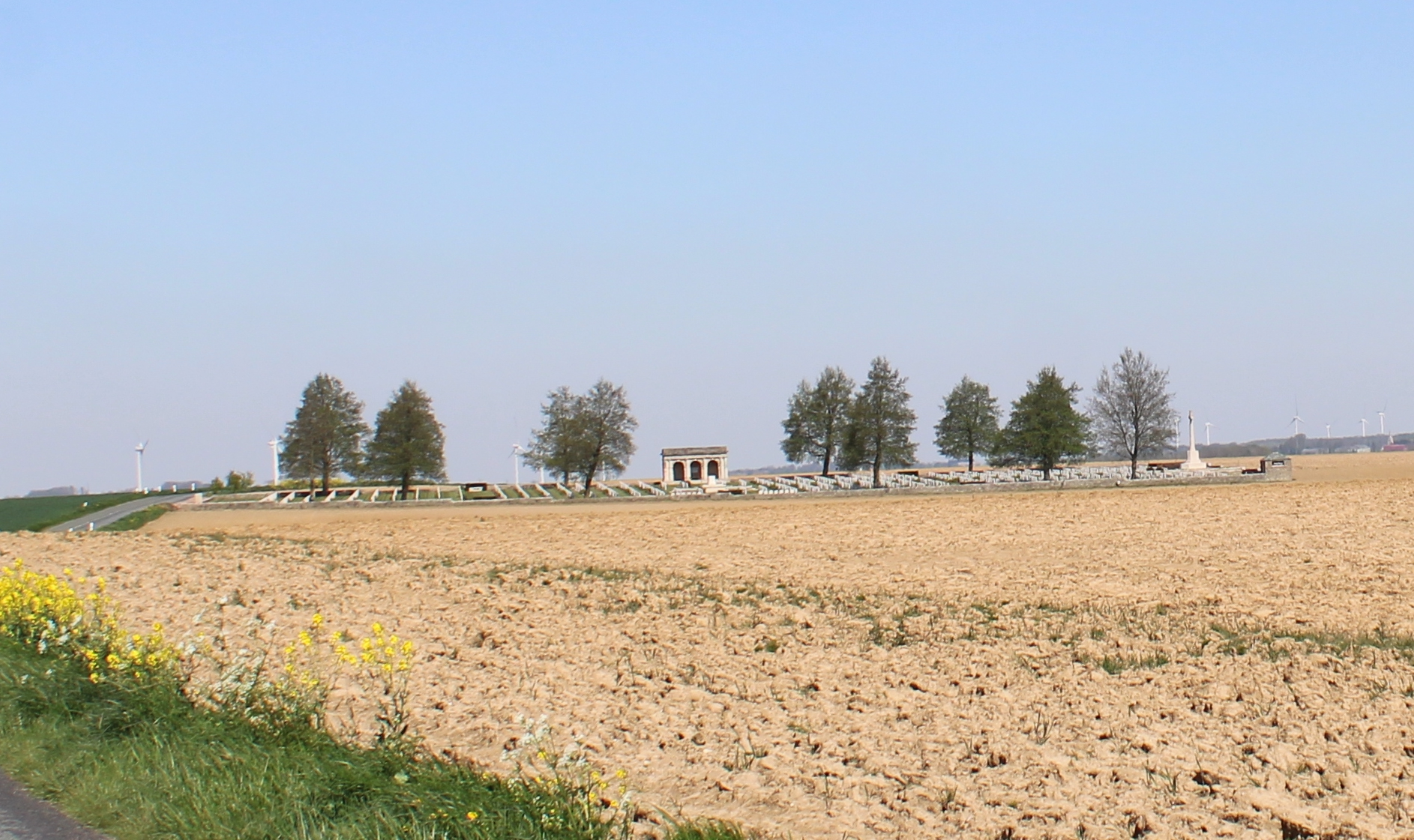
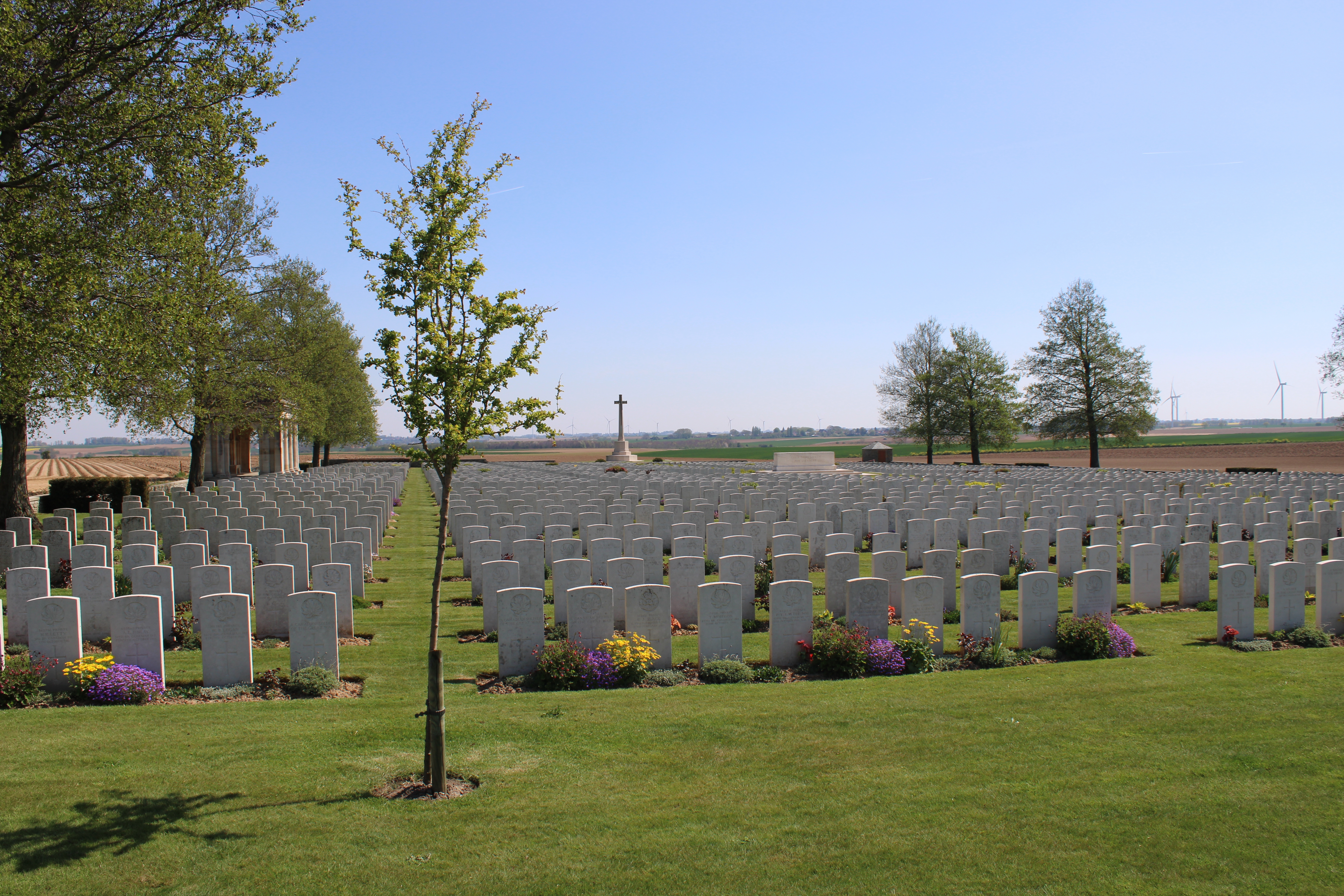
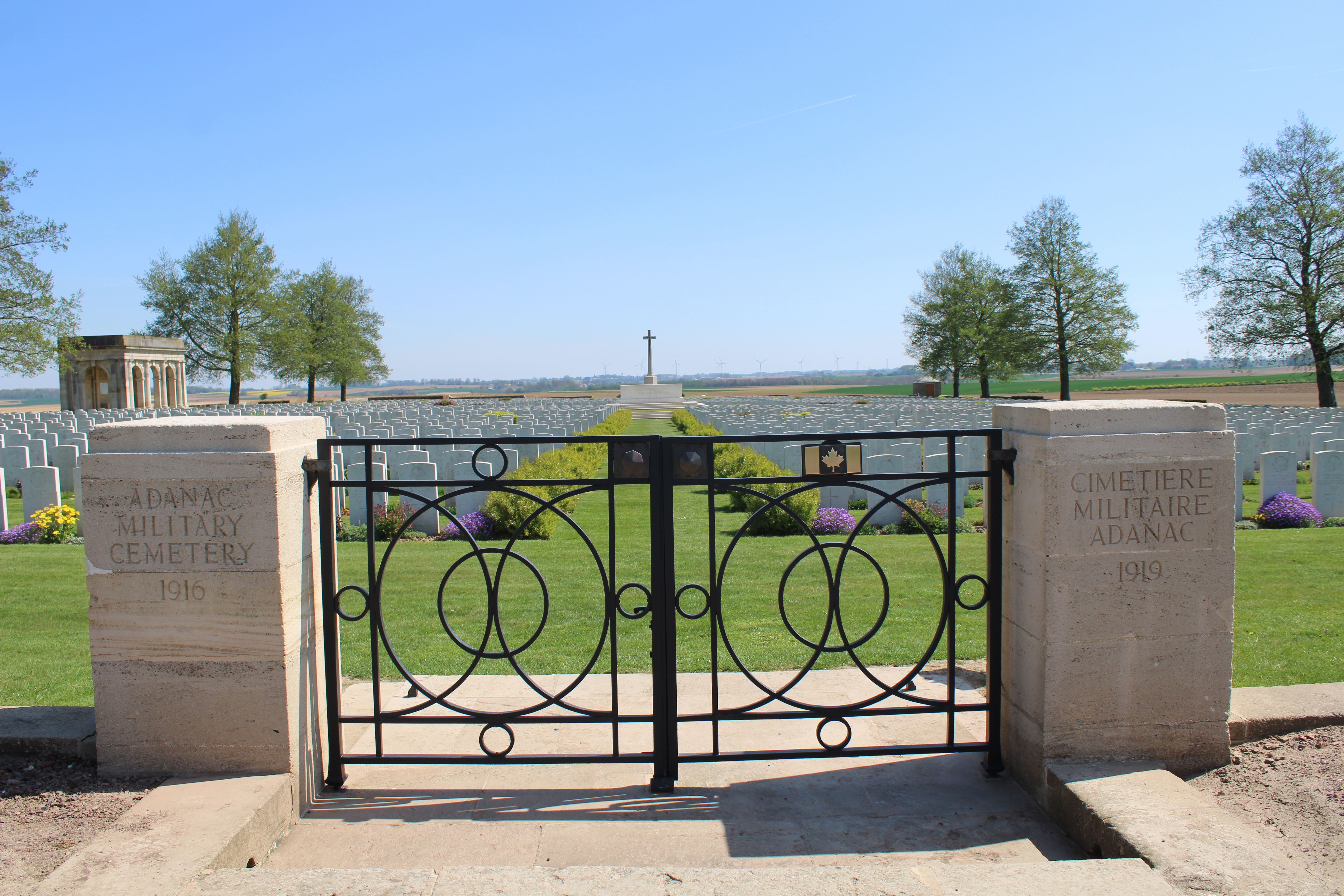
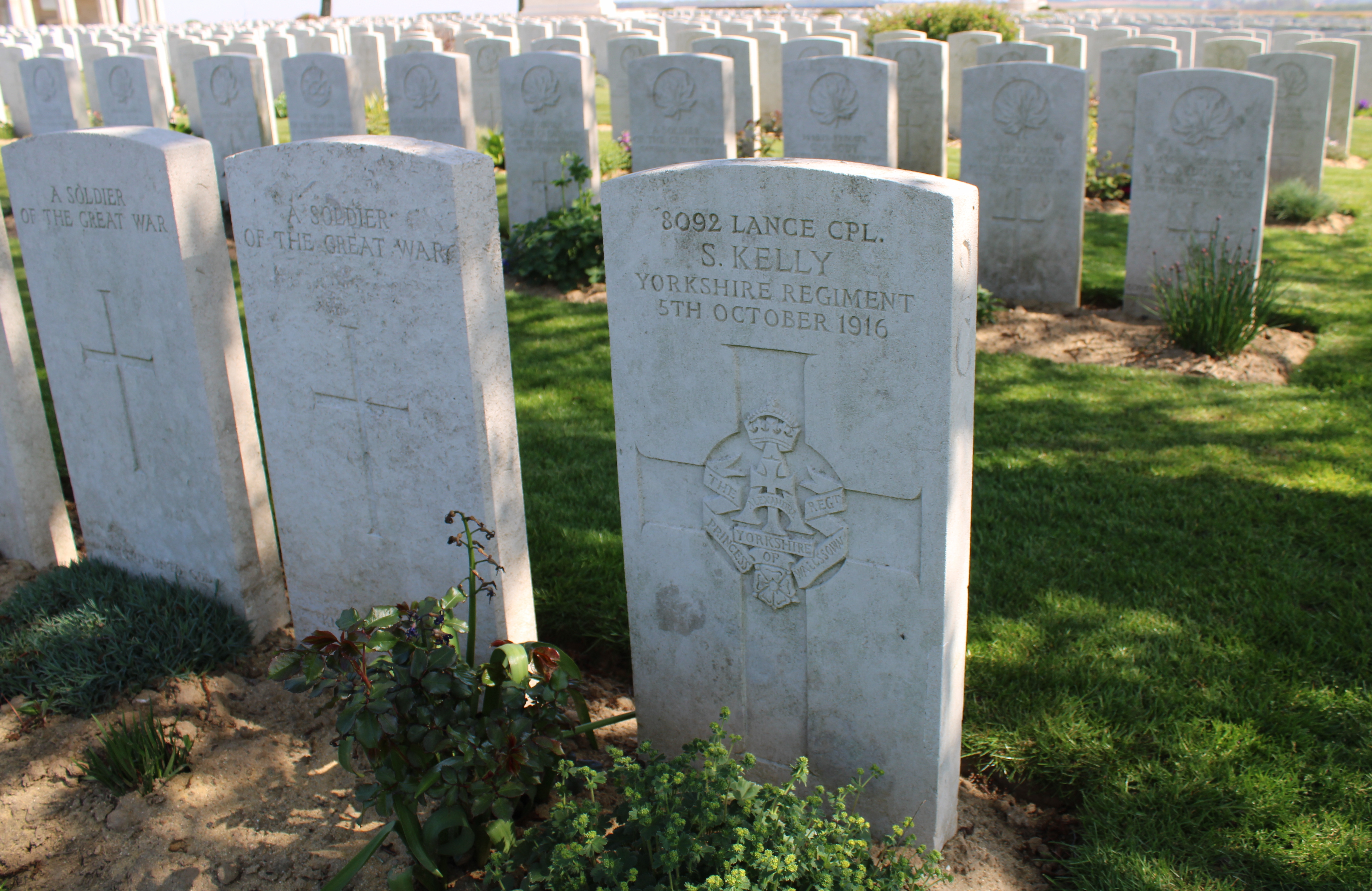
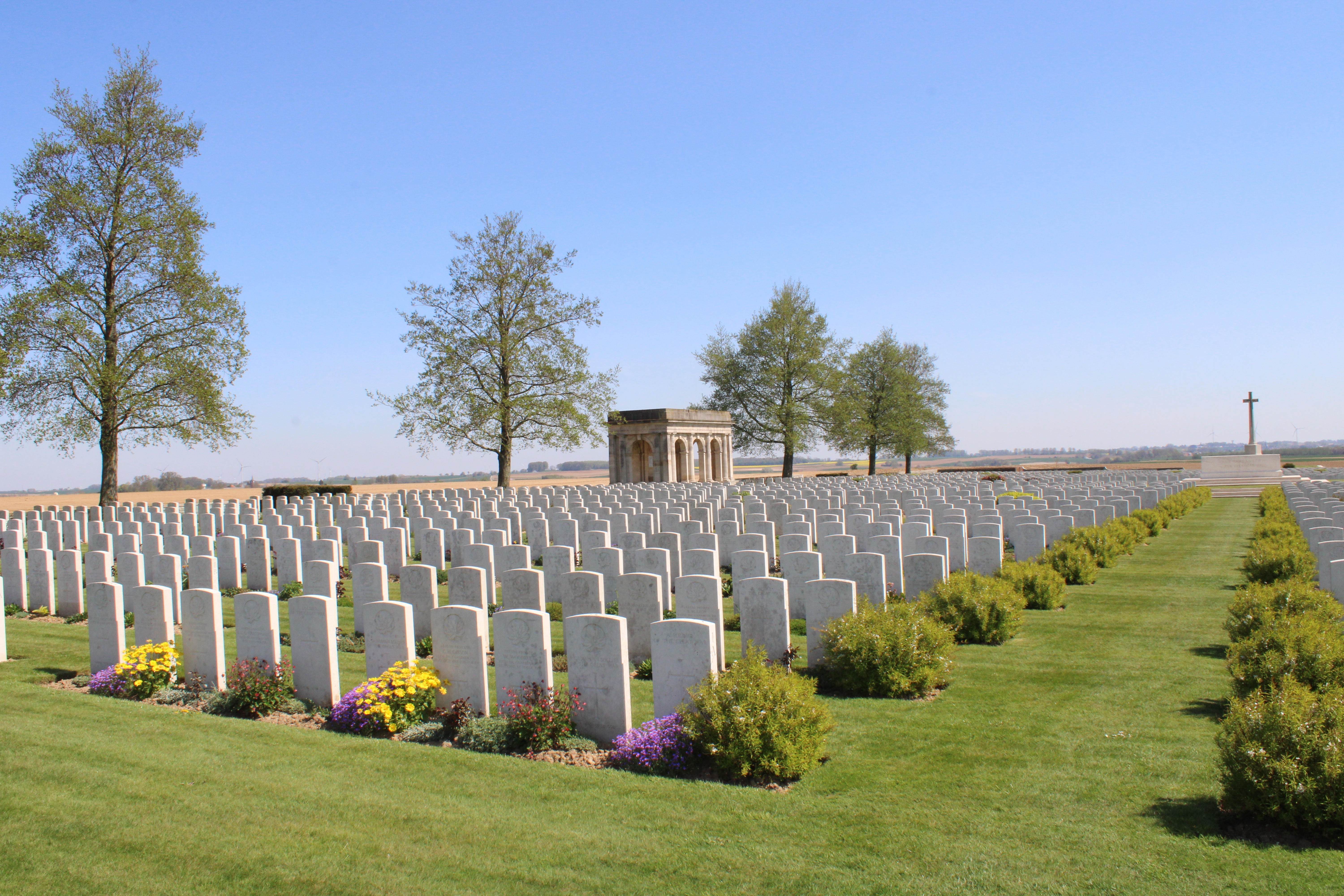

## Sépultures
| Pays             | Sépultures |
| ---------------- | ---------- |
| Royaume-Uni      | 1989       |
| Australie        | 53         |
| Canada           | 1074       |
| Nouvelle-Zélande | 70         |
| Allemagne        | 1          |
| Total            | 3187       |